# Chazhashi
Chazhashi (en georgiano y esvano: ჩაჟაში) es una aldea de Georgia ubicada en el noreste de la región de Mingrelia-Alta Esvanetia, siendo parte del municipio de Mestia.
Sus estructuras fortificadas medievales están inscritas en el registro del Patrimonio Nacional de Georgia y figuran como Patrimonio de la Humanidad de la Unesco como parte de la entidad del Alta Esvanetia.

## Toponimia
Chazhashi en esvano significa puesto de caballos (en svano: ჩაჟ, lit. 'caballo'). Según la leyenda, la reina Tamara detuvo sus caballos en este pueblo.

## Geografía
Chazhashi se encuentra en la confluencia de los ríos Inguri y Shavtskala en las estribaciones meridionales del Gran Cáucaso, valle superior del río Inguri. La aldea es parte de la región histórica de Esvanetia y forma parte de la comunidad de Ushguli. Chazhashi está 45 km al este de Mestia.

## Historia
Varios monumentos de Chazhashi fueron dañados por una avalancha en enero de 1987. A partir de 2000, el gobierno de Georgia y el Comité Nacional del Consejo Internacional de Monumentos y Sitios (ICOMOS Georgia) presidieron la investigación multidisciplinaria del patrimonio cultural de la aldea y los proyectos de restauración y conservación.

## Demografía
La evolución demográfica de Chazhashi entre 1908 y 2014 fue la siguiente:
| 254                                             | 281 | 28 | 24 |
| (Fuente: Population of Georgia in Soviet times) |     |    |    |

Según el censo de 2014, los georgianos (esvanos) constituían el 100% de la población.

## Infraestructura

### Arquitectura, monumentos y lugares de interés
La localidad conserva decenas de estructuras que datan de los períodos medieval y moderno de la historia de Georgia, es decir, de su provincia de Esvanetia, en el noroeste de las tierras altas. Entre estas estructuras, hay 13 casas-torres esvanas bien conservadas —una estructura típicamente de tres a cinco pisos adosadas a las casas familiares—, así como cuatro castillos medievales, incluido uno llamado castillo de Tamar en referencia a la reina regente Tamara de Georgia. 
También hay dos iglesias de piedra y varios edificios accesorios. Las iglesias de San Jorge y San Salvador, datan de los siglos X y XI-XII, respectivamente. La primera es parte del castillo de Tamar; pintada al fresco.